# Stephanie Herseth Sandlin
Pour les articles homonymes, voir Sandlin.
Stephanie Herseth (née le 3 décembre 1970) est une avocate américaine, membre du Parti démocrate et du groupe conservateur Blue Dog Coalition et représentante de l'unique district du Dakota du Sud à la Chambre des représentants de 2004 à 2011.

## Biographie

### Famille et études
Stephanie Herseth est issue d'une famille engagée en politique. Son père Lars Herseth est membre de la Chambre des représentants du Dakota du Sud et candidat au poste de gouverneur en 1986, son grand-père Ralph Herseth est gouverneur du Dakota du Sud de 1959 à 1961 et sa grand-mère Lorna Herseth est secrétaire d'État du Dakota du Sud de 1974 à 1980. Elle grandit dans la ferme familiale de Houghton, dans le comté de Brown.
Herseth est diplômée d'un doctorat en droit de l'université de Georgetown en 1997 et devient avocate.

### Carrière politique
Elle entre en politique à 31 ans en se présentant à la Chambre des représentants des États-Unis lors des élections de 2002. Elle est battue par le gouverneur Bill Janklow, rassemblant 45,6 % des suffrages contre 53,5 % pour le républicain.
Janklow démissionne après un an de mandat, condamné pour un accident de la route ayant conduit à la mort d'un motocycliste. Herseth candidate à l'élection partielle pour terminer le mandat. Elle entre dans la course avec une notoriété beaucoup plus importante que son adversaire républicain Larry Diedrich. Elle bat finalement Diedrich d'environ 3 000 voix en juin 2004. Elle est la première femme à représenter le Dakota du Sud au Congrès des États-Unis. Elle est réélue pour un mandat complet en novembre 2004, avec 53,4 % des suffrages face à Diedrich.
Herseth est largement réélue lors des élections de 2006 et 2008, réunissant respectivement 69,1 % et 67,6 % des voix.
Sa réélection s'annonce plus compliquée en novembre 2010. Bien qu'elle ait votée contre le plan de relance, l'Obamacare et la création d'une bourse au carbone, son adversaire républicaine Kristi Noem l'associe à Barack Obama et Nancy Pelosi, impopulaire dans cet État conservateur. Elle est finalement battue de justesse par Noem (45,9 % des voix contre 48,1 %). Elle fait partie des nombreux démocrates modérés emportés par la vague républicaine cette année-là.

### Après la politique
Après sa défaite, Herseth Sandlin est lobbyiste pendant un an dans un cabinet d'avocats à Washington. Elle retrouve le Dakota du Sud en 2012, rejoignant le groupe industriel Raven Industries (en), dont elle devient conseillère juridique et vice-présidente au développement de l'entreprise,.
En mai 2013, elle annonce ne pas être candidate au Sénat des États-Unis, alors que le chef de la majorité démocrate Harry Reid tente de la recruter pour succéder à Tim P. Johnson.
En juillet 2017, elle prend la présidence de l'université Augustana (en), la première femme à occuper le poste.

### Vie privée
Stephanie Herseth épouse le représentant du Texas Max Sandlin en avril 2007 et prend le nom de Herseth Sandlin. Ils ont ensemble un fils, Zachary, né en décembre 2008.

## Positions politiques
Herseth fait à chaque fois campagne sur un programme modéré. Si elle soutient le droit à l'avortement, elle est aussi partisane d'un amendement fédéral pour interdire le mariage gay et est membre de la coalition conservatrice des Blue Dogs. Elle a reçu le soutien de la National Rifle Association.[réf. nécessaire]